# Porthidium
Porthidium is een geslacht van slangen uit de familie adders (Viperidae) en de onderfamilie groefkopadders (Crotalinae).

## Naam en indeling
De wetenschappelijke naam van de groep werd voor het eerst voorgesteld door Cope in 1871. Er zijn negen soorten, inclusief de pas in 2003 beschreven Porthidium porrasi.

## Uiterlijke kenmerken
De slangen hebben een cilindrisch lichaam en bereiken een lichaamslengte van ongeveer 50 tot 80 centimeter. De kop is duidelijk te onderscheiden van het lichaam door de aanwezigheid van een insnoering. De snuitpunt is sterk omhoog gekromd waardoor de kop doet denken aan een blad. De ogen zijn relatief klein en hebben een verticale pupil. De slangen hebben 21 tot 27 rijen schubben in de lengte op het midden van het lichaam.

## Levenswijze
De vrouwtjes zetten geen eieren af maar zijn eierlevendbarend, de jongen komen levend ter wereld. Juvenielen eten ongewervelden en kikkers, de beweeglijke staartpunt wordt gebruikt als aas. Volwassen exemplaren jagen op zoogdieren en vogels.

## Verspreiding en habitat
De slangen komen voor in delen van Midden- en Zuid-Amerika en leven in de landen Mexico, Belize, Guatemala, Honduras, Nicaragua, Costa Rica, Panama, Colombia, Ecuador en El Salvador. De habitat bestaat uit droge tropische en subtropische bossen, tropische en subtropische bossen in zowel laaglanden als in bergstreken, savannen en scrublands. Ook in door de mens aangepaste streken zoals aangetaste bossen en plantages kunnen de dieren worden aangetroffen.

## Beschermingsstatus
Door de internationale natuurbeschermingsorganisatie IUCN is aan zeven soorten een beschermingsstatus toegewezen. Vijf soorten worden beschouwd als 'veilig' (Least Concern of LC) en twee soorten als 'onzeker' (Data Deficient of DD).

## Soorten
Het geslacht omvat de volgende soorten, met de auteur en het verspreidingsgebied.
| Naam                   | Auteur                 | Verspreidingsgebied                                                                   |
| ---------------------- | ---------------------- | ------------------------------------------------------------------------------------- |
| Porthidium arcosae     | Schätti & Kramer, 1993 | Ecuador                                                                               |
| Porthidium dunni       | Hartweg & Oliver, 1938 | Mexico                                                                                |
| Porthidium hespere     | Campbell, 1976         | Mexico                                                                                |
| Porthidium lansbergii  | Schlegel, 1841         | Panama, Colombia                                                                      |
| Porthidium nasutum     | Bocourt, 1868          | Mexico, Belize, Guatemala, Honduras, Nicaragua, Costa Rica, Panama, Colombia, Ecuador |
| Porthidium ophryomegas | Bocourt, 1868          | Guatemala, Honduras, El Salvador, Nicaragua, Costa Rica, Mexico                       |
| Porthidium porrasi     | Lamar & Sasa, 2003     | Costa Rica                                                                            |
| Porthidium volcanicum  | Solórzano, 1995        | Costa Rica, Panama                                                                    |
| Porthidium yucatanicum | Smith, 1941            | Mexico, Belize                                                                        |